# المرازقة
المرازقة هي منطقة  سياحية تابعة لمعتمدية الحمامات  تقع على البحر الأبيض المتوسط في الشمال الشرقي للجمهورية التونسية. يبلغ عدد سكانها أكثر من 6424  نسمة حسب آخر تعداد سكني لسنة 2014. تبلغ مساحتها 13.5 لكيلومتر مربع  ويمتد الشريط الساحلي للمنطقة بطول 5 كيلومترات. تحتوي المنطقة على 22 فندقًا بطاقة استيعابية تزيد عن 15000 سرير

## المذكرات و المراجع
1. ↑  "Mrezga". Mrezga (بfr-US). Archived from the original on 2020-11-24. Retrieved 2020-11-24.{{استشهاد ويب}}:  صيانة الاستشهاد: لغة غير مدعومة (link)